# Pénzverés a kora Árpád-kori Magyarországon

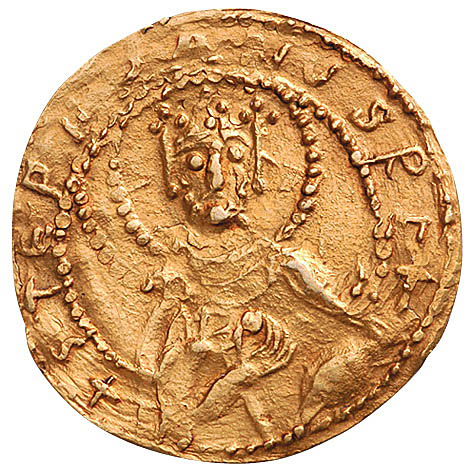
I. István arany solidusa, rajta a király fénykörös fővel, a körirata STEPHANUS REX, a hátlapon fénykörös nőalak, körfelirata PANNONIA

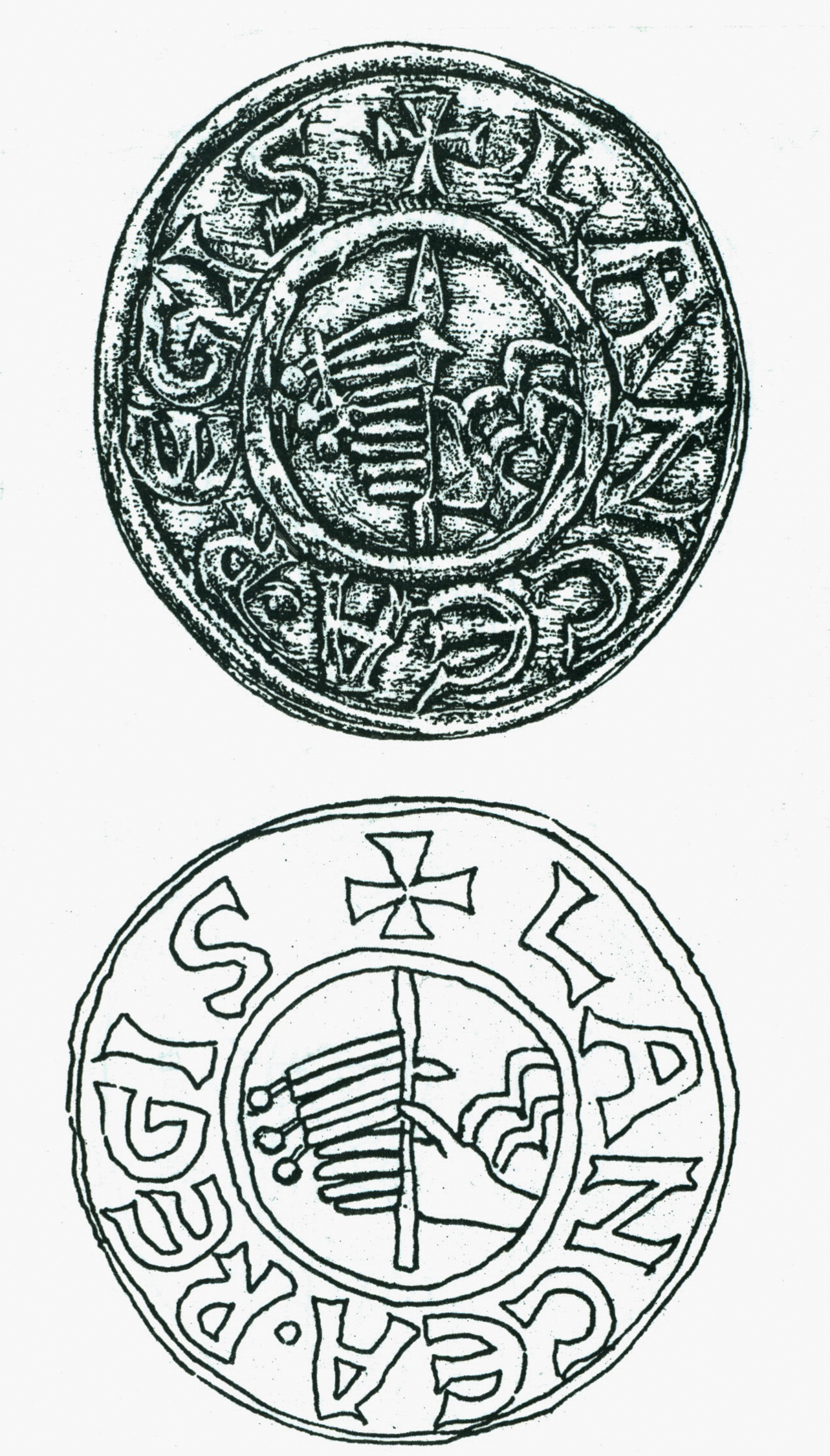
I. István ezüst pénze a Lancea Regis dénár, felirata: LANCEA REGIS ("a király lándzsája")

A kora Árpád-kori Magyarország pénzverése a magyar pénztörténet legrégebbi fejezete. Habár pénzérmékkel már az államalapítást megelőzően is találkoztak a magyarok, a pénzverést az államalapítás részeként Szent István király indította meg. Az ekkor átvett dénárrendszer a fiatal magyar állam nyugati irányultságának egyértelmű jele.

## Előzmények
A magyarokra a 9. századig közvetlen árucsere volt jellemző, ekkortól jelennek meg a különféle prémek és a tinó mint általános értékmérő. Később megjelent a vert pénz is, eleinte csak mint értékképző, nem pedig a kereskedelem eszköze. Valódi pénzforgalom a 10. századra alakult ki, de továbbra is jelen volt az árucsere. A korszakban Európának két uralkodó pénzrendszere volt: a Nagy Károly által bevezetett karoling pénzrendszer és a Bizáncban szinte változtatás nélkül fennmaradt korábbi római pénzrendszer. A magyarság bizonyosan találkozott mindkét pénzrendszerrel, azonban a gazdasági fejlettség alacsony foka miatt pénzforgalomról nem lehetett szó, inkább – a környező népekhez hasonlóan – az értékmegőrzést szolgálták. Ezt támasztják alá a korabeli kincsleletek is, melyekben csak nemesfémpénzek találhatók, a rézpénzek hiányoznak. A nemesfémpénzeket gyakran átlyukasztották (ezáltal demonetizálva, pénzjellegétől megfosztva) és ékszerként hordták.

## I. István király pénzei
István bajor közvetítéssel a karoling dénárt vette át. Az általa veretett első pénzek feltehetően közvetlenül királlyá koronázása után kerültek forgalomba. Ezek előlapján lándzsát tartó kéz van LANCEA REGIS felirattal, hátlapján pedig egy magyar formákkal átalakított karoling templomkép REGIA CIVITAS körirattal, ami a verdehelyre utal; ez Székesfehérvár vagy Esztergom lehetett. Átlagsúlya 1,24 gramm.
István király második pénztípusának előlapja egyenlő szárú keresztet ábrázol STEPHANVS REX( felirattal, hátlapján szintén kereszt van REGIA CIVITAS felirattal. Átlagsúlya ugyanaz, mint az elsőé. A harmadik típus éremképe azonos a második típuséval, átlagsúlya azonban csak 0,76 gramm.
A korszak fő pénzegysége a dénár és az annak felét érő obulus volt, mindkettő ezüstből. A dénárok súlya 0,5–1,5 g között ingadozott. 
A magyar állam bizánci kapcsolatainak pénztörténeti lecsapódása az a 11. századi, valószínűleg ugyancsak Szent István által kibocsátott, bizánci mintára és pénzláb alapján készült arany solidus, amiből mindössze három példány maradt fenn.

## István utódainak pénzverése
István utódai alatt a pénz minősége alig változott, jó ezüstből készült és súlyos maradt. Ábrái Salamontól kezdve változatosabbak lettel, figurális ábrázolás is előfordult.
Magyarországon a pénzverés mindenkor kizárólagos felségjog maradt. A 11. században azonban I. András idején testvére, a későbbi I. Béla és Salamon alatt unokatestvére, a későbbi I. Géza magyar király, mint dukátussal rendelkezők, DVX felirattal pénzt verettek a saját nevükre.
Az ezüstdenár válságának első jelei a 12. században mutatkoztak: a pénz Európa-szerte romlott; súlya és finomsága csökkent. Helyenként brakteátákat kezdtek verni. A legtöbb kibocsátó évente új
pénzt adott ki, amit a következő évben – illeték levonása mellett – újra kellett váltani. A gyenge minőségű pénz hitelét vesztette. A reformkísérletek kevés eredménnyel jártak.
Magyarországon Kálmán királlyal kezdődött a pénzrontás korszaka. A legsúlyosabb helyzet a 12. században volt. István 900‱-es finomságúnál is jobb 1,24, illetve 0,76 gramm súlyú dénárja 12. századi utódai alatt 500‱-es finomság alá csökkent, súlya pedig alig haladta meg a 0,1 grammot. Ennek hatására idegen pénzek áramlottak az országba (a salzburgi érsek és a karintiai herceg által veretett úgynevezett friesachi típusú pénzek, majd a bécsi dénárok), csökkentve a királyi pénzverésből származó hasznot. Viszonylag sikeres részintézkedés volt az úgynevezett szlavón vagy báni dénárok verése (a magyar király nevében a szlavón bán vert pénzt Zágrábban), amelyek nem estek éves beváltási kötelezettség alá. Az alapvető gondokat azonban ez nem oldotta meg.

## Kapcsolódó szócikk
- Budai pénzverő
- Érme
- A pénz története